# Filip I., knez Taranta
Filip Tarantski (10. studenoga 1278. – 26. prosinca 1331.) bio je Anžuvinac koji je iure uxoris bio naslovni latinski car, kao Filip II. Filip je bio princ, despot Rumunjske, kralj Albanije te knez Ahaje i Taranta.

## Roditelji
Princ Filip rođen je 10. studenog 1278. godine u Napulju. Mlađi sin Karla II., kralja Napulja i kraljice Marije Arpadović, Filip je bio unuk ugarsko-hrvatskog kralja Stjepana V. Preko oca, Filip je bio član dinastije Anjou.
Dana 4. veljače 1294., Karlo II. imenovao je Filipa knezom Taranta.

## Prvi brak
Filipova je prva supruga bila Tamara Angelina Komnena, kći Nikefora I. Komnena Duke, vladara Epira. Nikeforu je prijetilo Bizantsko Carstvo te je odlučio udati svoju kćer za Filipa. Dana 13. kolovoza 1294., Tamara se udala za Filipa. Filipov je otac sinu povjerio Ahaju i Kraljevinu Albaniju. 
Tamarin miraz uključivao je tvrđave u Etoliji. 
Nakon Nikeforove smrti, Filip se proglasio rumunjskim despotom, tvrdeći da ima pravo na Epir, Etoliju i Vlašku. Nikeforova je udovica, dama Ana Kantakuzen, proglasila svog sina despotom Epira.
Tamarina i Filipova djeca:
- Karlo Tarantski
- Ivana Tarantska
- Filip, rumunjski despot
- Marija (opatica)
- Beatricija — supruga atenskog vojvode
- Blanka — supruga Rajmunda Berengara Aragonskog, grofa Pradesa

## Drugi brak
God. 1309., Filip je optužio Tamaru za preljub, premda se najvjerojatnije radi o političkoj igri, a ne o stvarnom kršenju bračnog zavjeta. 
Filip se ponovno oženio, ovaj put Katarinom Valois, koja je bila latinska carica Konstantinopola.
Katarinina i Filipova djeca:
- Margareta
- Robert, knez Taranta
- Ludovik I., napuljski kralj
- Filip II., knez Taranta i naslovni latinski car (kao Filip III.)